# 袁嘉熙
袁嘉熙，广西临桂人，清朝政治人物。举人出身。
乾隆六十年（1795年），擔任清朝廣州府新安縣知縣。后由陸來接任。